# Tambo colorado
Tambo Colorado is een goed bewaard gebleven Inca-ruïnecomplex aan de kust, in het distrito Humay van de provincie Pisco in de Peruaanse regio Ica.
Het complex is opgebouwd uit adobe stenen en ligt vlak bij de weg van Pisco naar Ayacucho.
Tambo Colorado was waarschijnlijk in gebruik als administratief complex en diende eveneens als controlepost op de weg van de kust naar de binnenlanden.
De originele kleuren (rood, wit en geel) zijn op sommige muren nog te zien.